# El Barri del Pantà
El Barri del Pantà – miejscowość w Hiszpanii, w Katalonii, w prowincji Girona, w comarce Alt Empordà, w gminie Darnius.
Według danych INE z 2005 roku miejscowość zamieszkiwało 15 osób.